# Henri Fuchs
Henri Fuchs (* 23. Juni 1970 in Greifswald) ist ein ehemaliger deutscher Fußballspieler. Er spielte sowohl im DFV-Bereich wie im DFB-Spielbetrieb Erstligafußball. Mit dem F.C. Hansa Rostock gewann er 1991 die Meisterschaft und den Pokal. Beim DFV wie beim DFB war er Nachwuchs-Nationalspieler.

## Sportliche Laufbahn

### Gemeinschafts-, Club- und Vereinsstationen
Mit sieben Jahren begann Fuchs seine Laufbahn als Fußballspieler bei der Betriebssportgemeinschaft (BSG) des Kernkraftwerkes Nord in Lubmin, die in Greifswald ansässig war und sich BSG Kernkraftwerk Greifswald nannte. 1982 wurde er zum nördlichen Fußballzentrum in der DDR, dem F.C. Hansa Rostock, einem der Fußballclubs im DDR-Fußball delegiert. In der Saison 1987/88, nach dem Wiederaufstieg der 1. Mannschaft ins ostdeutsche Oberhaus, spielte er als Stürmer für die U-18 des F.C. Hansa in der Juniorenoberliga.
1988/89 gehörte er zur 2. Mannschaft der Hanseaten, die in der drittklassigen Bezirksliga Rostock spielte. Gleichzeitig wurde er aber auch bereits in zehn DDR-Oberligaspielen eingesetzt, in denen er mit drei Toren bereits seine Stürmerqualitäten andeutete. Seinen Einstand in der Oberliga gab er am 19. November 1988, als er in der Begegnung des 12. Spieltages Sachsenring Zwickau – F.C. Hansa (3:0) in der Schlussviertelstunde eingewechselt wurde. Für die Saison 1989/90 wurde er offiziell in die Oberligamannschaft aufgenommen, bestritt in der Regel als linker Stürmer alle 26 Punktspiele und erzielte erneut drei Tore. Seine letzte Spielzeit bei Hansa Rostock absolvierte der 1,80 Meter große Fuchs 1990/91 mit 24 Punktspieleinsätzen und zwölf Toren, mit denen er Torschützenkönig der Rostocker wurde und damit wesentlichen Anteil am Rostocker Gewinn des Meistertitels hatte.
Am 2. Juni 1991 bestritt Fuchs sein vorerst letztes Pflichtspiel für Hansa Rostock. Er stand mit seiner Mannschaft als linker Stürmer im letzten Endspiel um den DDR-Fußballpokal, das der F.C. Hansa mit 1:0 über den Eisenhüttenstädter FC Stahl gewann. Damit hatte Fuchs innerhalb von drei Spielzeiten für die 1. Mannschaft des F.C. Hansa 71 Pflichtspiele bestritten, in denen er 22 Tore erzielte, darunter waren 60 DDR-Oberligaspiele mit 18 Toren.
In den Spielzeiten 1991/92 bis zur Hinrunde 1993/94 spielte Fuchs nach einer Ablöse von 2,5 Millionen DM für den Bundesligisten 1. FC Köln. In seiner ersten Kölner Saison bestritt er von insgesamt 38 Punktspielen 34 Partien, in denen er 24-mal in der Startelf stand. Mit seinen zehn Treffern gehörte er zu den torgefährlichsten Spielern der Kölner. In der 34 Spiele währenden Saison 1992/93 kam Fuchs in 21 Begegnungen zum Einsatz, 13-mal von Beginn an, aber nur achtmal für die volle Spieldauer. Mit seinen sechs Meisterschaftstoren war er aber zweitbester Kölner Torschütze. Nach weiteren sieben Kurzzeiteinsätzen von August bis Dezember 1993 ohne Torerfolg wechselte Fuchs zum Ligakonkurrenten 1. FC Dynamo Dresden. Dort bestritt er bis zum Saisonende noch zwölf Punktspiele, in denen er zwei Tore erzielte. 1994/95 stand er in 16 Bundesligaspielen in der Dresdner Startformation, wurde fünfmal eingewechselt und erzielte vier Tore, mit denen er Dynamos drittbester Schütze wurde. Nachdem der 1. FC Dynamo am Saisonende als Absteiger feststand, verließ Fuchs den Verein.
In den folgenden drei Spielzeiten war Fuchs in der 2. Bundesliga aktiv. 1995/96 spielte er für den Chemnitzer FC, wo er von 34 Punktspielen 18 Begegnungen bestritt und vier Tore schoss. Danach schloss er sich für zwei Jahre dem VfB Leipzig an. In den 68 Punktspielen der beiden Spielzeiten wurde Fuchs 58-mal eingesetzt und gehörte mit 13 Meisterschaftstoren wieder zu den treffsichersten Akteuren seiner Mannschaft. Im Sommer 1998 kehrte Fuchs in die 1. Bundesliga zum F.C. Hansa Rostock zurück. Während er in der Saison 1998/99 nur viermal von Beginn an spielte und mit 17 Einwechslungen auf insgesamt 21 Punktspieleinsätze kam, wurde er 1999/2000 überhaupt nicht eingesetzt und hatte 2000/01 nur zwei Kurzauftritte zum Saisonende.
Damit war Fuchs’ Bundesligakarriere beendet. Vom Sommer 2001 bis Dezember 2003 spielte er für den FC Rot-Weiß Erfurt in der drittklassigen Regionalliga und bestritt in dieser Zeit 55 Punktspiele mit zehn Torerfolgen. Nach einer vertragslosen Pause trat er in der ersten Jahreshälfte 2005 für die TSG Neustrelitz in der viertklassigen Oberliga Nordost an.

### Auswahleinsätze
Ab 1987 bewegte sich Fuchs in Auswahlmannschaften des DFV. Er begann in der U-17-Auswahl und wurde mit der U-18-Nationalelf 1988 Junioren-EM-Dritter. Im kleinen Finale gegen Spanien schoss er beide Tore zum 2:0-Sieg des DDR-Teams.
Wenige Monate später war er mit den U-20-Junioren Teilnehmer an der Junioren-WM in Saudi-Arabien und bestritt Anfang 1989 alle drei Vorrundenspiele, nach denen die DDR aus dem Turnier ausschied. 1989 wurde er in die ostdeutschen Olympiaauswahl berufen, mit der er mehrere Test- und offizielle Länderspiele bestritt. Noch vor Beginn der Qualifikationsspiele für Olympia 1992 wurde die Mannschaft im Zuge der deutschen Wiedervereinigung zurückgezogen. 1991 gehörte Fuchs zum Kader der DFB-U-21-Nationalmannschaft, mit der er vier Länderspiele bestritt und ein Tor erzielte.

### Statistik
- DDR-Oberliga: 60 Spiele, 18 Tore
- 1. Bundesliga: 118 Spiele, 23 Tore
- 2. Bundesliga: 76 Spiele, 17 Tore
- Regionalliga Süd: 55 Spiele, 10 Tore
- DFB-Pokal: 3 Spiele, 1 Tor für den 1. FC Köln; 3 Spiele für Rot-Weiß Erfurt; 1 Spiel für Hansa Rostock
- FDGB-Pokal: 9 Spiele, 4 Tore für Hansa Rostock
- UEFA-Pokal: 2 Spiele für Hansa Rostock; 1 Spiel für den 1. FC Köln
- UEFA Intertoto Cup: 2 Spiele für Hansa Rostock

## Laufbahn als Fußballtrainer
2007 übernahm Fuchs im Rahmen eines Trainerpraktikums zum Erwerb der A-Trainerlizenz das Training der Juniorenmannschaft beim FC Rot-Weiß Erfurt. Am 28. April 2009 wurde er vom Co-Trainer interimsweise zum Cheftrainer des FC Rot-Weiß Erfurt befördert, mit dem er den Thüringenpokal gewinnen konnte. Anschließend kehrte er auf den Co-Trainerposten zurück. Nach der Entlassung von Stefan Emmerling am 25. August 2012 wurde er interimsweise zum Cheftrainer des FC Rot-Weiß Erfurt ernannt.
Am 1. Januar 2015 übernahm Fuchs das Traineramt beim Regionalligisten VfB Germania Halberstadt. Nach nur einem Sieg aus den ersten zehn Spielen der Saison 2015/16 wurde er beurlaubt.